# 7428 Abekuniomi
A 7428 Abekuniomi (ideiglenes jelöléssel 1992 YM) a Naprendszer kisbolygóövében található aszteroida. Urata Takesi fedezte fel 1992. december 24-én.